# Työn valta

Työn valta est un journal du Parti social-démocrate de Finlande publié de 1917 à 1919 à Helsinki en Finlande.

## Comité éditorial
Le Parti social-démocrate de Finlande dirigé par Vihtori Kosonen fonde Työn Valtan après la Grève générale de 1917. 
Son objectif est de s'opposer à la radicalisation politique. 
Le journal Itä-Suomen Työmies publié à Viipuri est sur la même ligne.
Työn valta est interdit par les Gardes rouges pendant la guerre civile finlandaise pour reparaître après la guerre.
Työn Valta n'est pas l'organe officiel du Parti social-démocrate de Finlande et ses promoteurs envisagent de créer un parti socialiste contre les Bolcheviks